# Érpatak
Érpatak (bis 1908 Hugyaj) ist eine ungarische Gemeinde im Kreis Nagykálló im Komitat Szabolcs-Szatmár-Bereg. Zur Gemeinde gehören die Ortsteile Napfénymajor, Újtag und Zsindelyes.

## Geografische Lage
Érpatak liegt 17 Kilometer südlich des Komitatssitzes Nyíregyháza und 10 Kilometer südwestlich der Kreisstadt Nagykálló. Nachbargemeinden sind Újfehértó, Balkány, Geszteréd und Ludastó, ein Ortsteil der Stadt Nagykálló.

## Geschichte
Schon im 13. Jahrhundert gab es eine Siedlung, deren Gründung auf die Zeit der ungarischen Landnahme zurückgeht. Ein  Dokument aus dem Jahr 1566 gab für den Ort etwa 150 Einwohner an. 1908 erhielt die Gemeinde ihren heutigen Namen Érpatak. Im Jahr 1913 gab es in der damaligen Kleingemeinde 324 Häuser und 1992 Einwohner auf einer Fläche von 6042 Katastraljochen. Sie gehörte zu dieser Zeit zum Bezirk Nagykálló im Komitat Szabolcs.

## Sehenswürdigkeiten
- Albert-Wass-Gedenkstein
- Griechisch-katholische Kirche Istenszülő elszenderedése, erbaurt 1949, der Turm wurde 1996 hinzugefügt
- Kruzifixe
- József-Mindszenty-Büste
- Reformierte Kirche, erbaut 1866, restauriert 2003
- Römisch-katholische Kapelle Mária halála mit separatem Glockenturm
- Szent-György-Statue
- Trianon-Denkmal

## Verkehr
Durch Érpatak verläuft die Nebenstraße Nr. 49121. Es bestehen Busverbindungen über Újfehértó nach Nyíregyháza. Der nächstgelegene Bahnhof befindet sich gut Kilometer entfernt in Újfehértó.